# Grotto
Grotto az Amerikai Egyesült Államok északnyugati részén, Washington állam King megyéjében elhelyezkedő önkormányzat nélküli település.
Grotto postahivatala 1910 és 1918, majd 1923 és 1980 között működött. A település nevét a környékbeli sziklavájatokról (grotto) kapta.

## Fordítás
- Ez a szócikk részben vagy egészben  a   Grotto, Washington című angol Wikipédia-szócikk ezen változatának fordításán alapul.  Az eredeti cikk szerkesztőit annak laptörténete sorolja fel. Ez a jelzés csupán a megfogalmazás eredetét és a szerzői jogokat jelzi, nem szolgál a cikkben szereplő információk forrásmegjelöléseként.